# 中川部屋
中川部屋（なかがわべや）は、かつて存在した時津風一門の相撲部屋。
ここでは前身の春日山部屋（かすがやまべや、伊勢ヶ濱一門）についても記述する。

## 歴史

### 春日山部屋

#### 伊勢ノ海一門時代
春日山部屋の初見は、寛政年間に初代春日山（幕内・春日山）が興した部屋が挙げられる。この時の部屋は短期間で閉鎖されるが、弟子の一人である幕内・伊勢ノ海が初代伊勢ノ海して伊勢ノ海部屋を創設。同部屋が代々継承され系列の部屋が伊勢ノ海一門として隆盛すると、春日山も一門の源流の名跡として譜代の名跡の一つになり、伊勢ノ海部屋出身の力士が襲名し、春日山部屋も伊勢ノ海一門の部屋として幾度となく再興される。
しかし、大正以降は伊勢ノ海一門は衰微し、1946年に消滅。14代春日山（元関脇・藤ノ川）は1946年（昭和21年）11月に部屋を閉鎖し、立浪部屋に弟子を預けた。以降、春日山部屋は立浪部屋の系統（のちの伊勢ヶ濱一門）となる。

#### 14代・15代・16代春日山時代
1955年5月に立浪部屋の部屋付き親方である15代春日山（元大関・名寄岩）が幕内・大昇らを連れて、分家独立する形で部屋を再興した。15代春日山は直弟子から十両・白法山らを育てた。1971年1月の15代春日山逝去に伴い、同年2月に部屋付き親方である12代浦風（元幕内・大昇）が16代春日山を襲名して部屋を継承した。16代春日山は幕内・春日富士らを育てた。1990年（平成2年）7月に16代春日山が定年退職を迎えた時点で部屋を継承できる年寄が不在だったために部屋は閉鎖され、春日富士を含む所属力士は安治川部屋へと移籍した。

#### 20代春日山時代
16代春日山が育て上げた唯一の幕内力士である春日富士は、1996年9月場所限りで現役を引退して年寄・20代春日山を襲名し安治川部屋の部屋付き親方となった後、1997年7月に分家独立して春日山部屋を再興し、自身が5歳から育った場所で現役中も居を構えていた神奈川県川崎市に部屋を設立した。神奈川県に開設された初の相撲部屋とされた。2002年7月場所において春日王が新十両へ昇進し、20代春日山が部屋を再興してから初となる関取が誕生した。2011年6月には所属力士不在となったために閉鎖された高島部屋から年寄13代高島（元関脇・高望山）・行司12代式守与太夫・呼出耕平・床山床仁を受け入れた。
2012年1月に20代春日山は日本相撲協会理事選挙で理事に選出される。20代春日山は部屋経営と理事職との両立は困難であるとして、同年2月に引退した同じ立浪一門の追手風部屋に所属する元幕内・濵錦に21代春日山を襲名させて師匠の座を譲り、自身は16代雷を襲名して春日山部屋の部屋付き親方となり、理事専任となった。
しかし、同年9月20日付の『週刊新潮』で、16代雷の不倫と不正経理疑惑のスキャンダルが報じられる。16代雷は責任を取る形で、9月20日付で日本相撲協会を退職した。この際、21代春日山は部屋施設を20代春日山から賃貸契約で借り受けて運営する形をとっていた。

#### 名跡継承騒動
騒動の経緯
2013年10月4日、20代春日山が21代春日山に対して滞納分の賃貸料287万3548円の支払いと施設からの退去を請求する訴状を横浜地方裁判所川崎支部へ提出したことが明らかとなった。20代春日山の主張では、2013年に入ってから部屋の賃貸料の滞納が続いており、21代春日山が賃貸料の支払いと施設からの退去要求に応じなかったためであるとした。
民事訴訟
これに対して、21代春日山は同年11月8日に会見を開き、2013年に入ってから部屋の賃貸料が倍増となったことを把握していなかった旨の釈明をした。それと共に、20代春日山と現時点で春日山の年寄名跡証書を保管しているとされるその知人の2人に対して証書の返還を求めて提訴する意向であることを表明し、同月11日に横浜地方裁判所川崎支部へ訴状を提出した。
その後、20代春日山が21代春日山を提訴した民事訴訟では、2014年7月11日に21代春日山の給与や部屋維持費などの仮差し押さえを認める決定が下され、その際には21代春日山側が20代春日山側の要求していた供託金を用意したために処分は取り消されたものの、2015年3月20日に再び仮差し押さえを認める決定が下された。同年6月17日には同支部にて両者の和解が成立し、21代春日山側が同年9月末までに現在の部屋施設から退去し、未払いとされた2013年5月から2015年9月までの29ヶ月分の賃貸料1740万円を20代春日山側に支払うことで合意した。この和解内容に基づき、部屋一同は9月場所後の9月28日に部屋施設から退去、川崎区の大師河原から池上新町へと新たに部屋を移転した。
対して、21代春日山が20代春日山を提訴した民事訴訟では、2015年3月3日に横浜地裁川崎支部にて行われた訴訟の弁論準備において、20代春日山側は年寄名跡・春日山の資産価値を1億8000万円と試算した書面を裁判所へ提出した。2016年8月2日に同支部は、相当対価は試算額を下回るものではなく、対価が支払われるまでは20代春日山側が年寄名跡証書を自ら保有する権利を有するとして、21代春日山に対して、同時点まで弁済したと判断した840万円を除いた金額である1億7160万円を支払うことを命ずる判決を下した。8月4日に21代春日山は前述の判決を不服として控訴した。
21代春日山の師匠不適格処分による部屋の閉鎖
一方、10月12日に協会は、
- 21代春日山が20代春日山から正式に年寄名跡証書を譲渡されていないこと。
- 同年9月場所中において21代春日山は稽古場に来て指導した日が1日もなかったこと[注 2]。

の2点をもって、力士指導の面において21代春日山が師匠には不適格であると判断、辞任するように勧告した。21代春日山はこの時点での回答を保留し、協会は1週間後の同月19日午前10時までに回答するように通告した。 
勧告を受けて、同月17日には部屋が立地する川崎市の福田紀彦市長は協会に対して部屋の存続を要請する要望書を提出した。部屋後援会が中心にまとめた嘆願書には地元17団体2798人の署名が添えられ、後援会長と菊地義雄副市長、川崎商工会議所の加治秀基副会頭、川崎大師平間寺の藤田隆乗貫首が同日夕、協会に持参し辞任勧告撤回を求めた。協会側からは鏡山と尾車が対応し、地元の意向を理事会に伝える考えを示したという。
翌18日には所属力士である幕下・水口と同・萬華城（まんかじょう）が勧告の撤回を求めて市内で会見を開き、同時に所属力士23人中11人が勧告撤回の嘆願書を協会へ提出したことが明らかとなった。しかし、勧告が撤回されることはなく、21代春日山は19日午前、これを受諾することを表明した。これに伴い、部屋は閉鎖され、同日付で21代春日山と部屋付き親方である13代高島および力士23人・世話人1人・行司1人・呼出1人・床山2人は、次期師匠が新たに就任するまでの間の一時預かりという形で、同じ伊勢ヶ濱一門で21代春日山が現役時代に所属していた追手風部屋へ移籍することが決定した。同時に年寄名跡証書の所有問題に関しては、協会側は未所有状況であることに変わりはないと認定したものの、裁判の決着まで結論を猶予する意向を示した。
ただし、辞任が急遽決定したために、埼玉県草加市にある追手風部屋の施設では受け入れ態勢が困難であるという理由から、暫定的な措置として、20代春日山が所有するかつての春日山部屋の施設で所属力士を指導することが認められ、19日の内に一同が池上新町から大師河原へと再び移転した。追手風部屋からは、部屋付き親方である15代中川（元幕内・旭里）が川崎へ移住した上で師匠代行として力士を指導することとなった。
また、同日中に所属力士23人中12人が引退届を提出したものの、協会は翌20日、即座には受理せず保留とした。同月27日までに、危機管理部長を務める8代鏡山（元関脇・多賀竜）が事情を説明した上で改めて電話で意思の確認を行ったところ、数人が引退を翻意する意向を示したことから、協会は改めて特例として受理を同年11月場所後の番付編成会議まで見送ることを決定した。これを受けて、同場所における番付では12人も追手風部屋の所属として記載されたものの、全員が本場所には出場せずに全休し、結局は誰も引退の撤回を表明することなく、場所終了後の11月30日に引退が正式に発表された。同年12月23日には川崎大師にて、12人にそれとは別に引退の意向を表明した2人を加えての所属力士14人の合同断髪式が行われた。
21代春日山退職
師匠辞任問題に関連して、協会は2016年11月20日、12月26日に行われる年寄総会において全ての年寄と人材育成業務の委託契約を締結し直し、当日に年寄名跡証書の預かり証を提出しない年寄を退職させることを決定した。21代春日山が20代春日山を提訴した民事訴訟の控訴審は同年11月1日から東京高等裁判所にて開始され、以降も断続的に両者の和解に向けての協議が行われたものの、和解条件の金額などに差があることで12月26日までの和解成立に至らず、証書の預かり証を期限内に提出することが不可能となってしまった。協会は当初は期限について猶予を与えない方針だったが、26日に次回の和解協議まで預かり証の提出を猶予することを決定し、21代春日山は同日までに提出できなかった場合は自主的に退職する意向を表明した。その後、2017年1月場所9日目となる1月16日に和解協議が行われたものの、そこでも両者の和解は成立せずに決裂し、21代春日山は年寄名跡証書を正式に取得する見込みが立たなくなったことを理由として、同日付で退職した。控訴審は決裂後も継続し、同年2月20日に21代春日山は20代春日山に対して年寄名跡証書の引き渡しを求めず、20代春日山も21代春日山に対してその対価を要求しないとして、双方が請求を取り下げる形で和解が成立したが、その直後の3月9日に20代春日山は急逝した。

### 中川部屋時代

#### 15代中川による中川部屋としての再興
2017年1月26日に日本相撲協会は春日山部屋から追手風部屋への一時預かりとして移籍して現役を続行していた力士9人および世話人1人・行司1人・呼出1人・床山2人を率いる形で、15代中川が追手風部屋から分家独立することを承認した。分家独立に際しては年寄名跡・春日山への名跡変更は行わず、部屋名はそのまま中川部屋となり、2016年12月に15代中川が伊勢ヶ濱一門から時津風一門へ移籍したことに伴い、中川部屋は時津風一門の所属となった。
15代中川が部屋の継承をした背景には20代春日山が一門の同期生という大切な仲間であったという事情があったという。

#### 15代中川の懲戒処分による部屋の閉鎖
2020年7月10日、15代中川が行き過ぎた指導（パワーハラスメント）をしていたことから、日本相撲協会が引退勧告以上の懲戒処分を検討しており、中川部屋は閉鎖される見通しであると報じられた。6月までに相撲協会コンプライアンス委員会（青沼隆之委員長＝元名古屋高検検事長）が師弟の聞き取り調査を行ったところ、所属力士が日常的な暴力と差別的な暴言を訴えた。15代中川は同委員会の聴取に対し、当初は「手は出していない」と話していたが、その後に退職願を提出した。相撲協会は、調査の途中であるためこの退職届は預かりとした。
同月13日、緊急理事会で15代中川に対する処分が協議された。コンプライアンス委員会の調査では以下の事案が判明しており、このことから同委員会は、15代中川の責任は重大であり、部屋の運営をさせるべきでないと指摘した。
1. 2020年2月、ちゃんこを運ぶ弟子の不手際に対し、背中を蹴り、拳で殴打した。
2. 同年3月場所中、宿舎に届いた荷物を部屋に転送する手配をした弟子に不手際があったと、背中を蹴り、左顔面を殴打した[46]。
3. 同年3月場所中、タクシーで移動した弟子が車内で居眠りをしたと腹を蹴り、胸を殴打した。
4. 2019年夏頃、出稽古から帰ってきて挨拶をした弟子のこめかみを殴打した。
5. （この3人に対し）「ぼんくら」「首にするぞ」「殺すぞ」「本当にうざいんだよ」などの暴言を日常的に繰り返していた[47]。

その一方、暴力の際に道具を使用しておらず、弟子にけがはなかったこと、15代中川が深く反省しており、弟子も厳罰を望んでいないことから、退職勧告・懲戒解雇は重すぎると判断し、降格処分が妥当であるとする意見を答申。これを受けて、理事会は15代中川への処分について、当初報道されていた退職勧告以上の処分ではなく降格処分（委員から年寄への2階級降格）にとどめ、中川部屋については閉鎖処分にすると決定し、発表された。
15代中川は時津風部屋へ転籍して部屋付き親方となり、所属力士9人は同じ時津風一門の時津風部屋（2人）、追手風部屋（1人）のほか、二所ノ関一門の片男波部屋（1人）、伊勢ヶ濱一門の友綱部屋（2人）、宮城野部屋（1人）、朝日山部屋（1人）の6部屋に転籍し、1人が引退した。呼出は二所ノ関一門の片男波部屋、床山（2人）は荒汐部屋と伊勢ノ海部屋へ、世話人は伊勢ヶ濱一門の宮城野部屋へ転籍した。力士だけでも6部屋に分割される形で移籍したというのは前例がない。
暴力やパワハラの要因として、21代春日山の協会退職以降を引き継ぐかたちでやってきた15代中川の指導に旧春日山部屋力士たちが馴染めず、温度差が出来て、師弟としての人間関係を築けなかったのではと推測する一部報道もあった。また移籍先は全て中川の独断で決められ、「せめて2人一緒にしてください」と懇願する力士もいたが、中川は聞き入れなかったと伝える報道もある。
中川部屋からの転籍の一覧
| 転籍先       | 所属一門     | 協会員                                         |
| ------------ | ------------ | ---------------------------------------------- |
| 時津風部屋   | 時津風一門   | 15代中川、吉井（西幕下54）、笹崎（東序二段85） |
| 荒汐部屋     | 時津風一門   | 床仁（床山）                                   |
| 伊勢ノ海部屋 | 時津風一門   | 床春（床山）                                   |
| 追手風部屋   | 時津風一門   | 大國里（西序二段37）                           |
| 片男波部屋   | 二所ノ関一門 | 旭蒼天（西幕下6）、耕平（呼出）                |
| 朝日山部屋   | 伊勢ヶ濱一門 | 吉澤（東序二段115）                            |
| 友綱部屋     | 伊勢ヶ濱一門 | 春日龍（東序二段35）、木山（西序二段48）       |
| 宮城野部屋   | 伊勢ヶ濱一門 | 春光（東序二段4）、白法山（世話人）            |
| 引退         | 引退         | 旭勇幸（西三段目60）                           |

## 所在地
- 神奈川県川崎市幸区南加瀬5丁目7-2
- 横須賀線・湘南新宿ライン新川崎駅より徒歩25分
- 京浜東北線・ 東海道線・上野東京ライン・南武線川崎駅西口より川崎鶴見臨港バス「（川57）末吉橋矢向循環」にて「南加瀬交番前」下車、徒歩3分

## 師匠

### 春日山部屋時代
- 14代：春日山 真弘（かすがやま まさひろ、関脇・藤ノ川、新潟）
- 15代：春日山 静男（かすがやま しずお、大関・名寄岩、北海道）
- 16代：春日山 貴佑（かすがやま たかひろ、前1・大昇、長野）
- 20代：春日山 由晃（かすがやま よしあき、前1・春日富士、宮城）
- 21代：春日山 嵩昌（かすがやま たかまさ、前11・濵錦、熊本）

### 中川部屋時代
- 15代：中川憲治（なかがわ けんじ、前14・旭里、大阪）

## 力士

### 春日山部屋時代

#### 幕内
- 大昇充宏（前1・長野）14代・15代弟子、一時立浪部屋所属
- 春日富士晃大（前1・宮城）16代弟子、安治川部屋へ移籍
- 春日王克昌（前3・韓国）20代春日山弟子

#### 十両
- 白法山旺三（十7・山口）15代・16代春日山弟子
- 天凰山豊（十13・愛知）16代春日山弟子

その他、中川部屋閉鎖時に幕下に在位していた旭蒼天万来（20代春日山・21代春日山・15代中川弟子）が片男波部屋移籍後の2023年3月場所で十両に、2025年1月場所で幕内に、それぞれ昇進した（移籍後の四股名は玉正鳳萬平）。

## 旧・中川部屋
大正時代に雷部屋の部屋付き親方である7代中川（元幕内・鬼鹿毛）が分家独立して中川部屋を創設した。7代中川は幕内・綾鬼らを育てたものの、1931年（昭和6年）1月に7代中川が死去したために、力士たちは同じ雷一門に所属する武蔵川部屋に引き取られた。
その後、中川の年寄名跡は立浪一門へ移り、1937年5月に立浪部屋の部屋付き親方である8代中川（元幕内・吉野山）が立浪部屋から分家独立して中川部屋を創設したものの、同部屋は1947年6月に閉鎖された。1960年5月には立浪部屋の部屋付き親方である9代中川（元幕内・清恵波）が中川部屋を再興したものの、同部屋は1973年3月に閉鎖された。